# Kálloy Molnár Péter
Kálloy Molnár Péter (Mezőcsát, 1970. június 6. –) magyar színész, énekes, zenész, rendező, drámairó, költő, műfordító.

## Életpályája
Szülei: Molnár István állatorvos és Takács Erzsébet tanítónő. Gyermekkorát Mezőcsáton töltötte, ahol később díszpolgárrá is avatták. 1988-ban érettségizett a debreceni Ady Gimnázium dráma tagozatán. 1991-től a Nemzeti Színház társulatának tagja volt. 1993-ban végzett a Színház- és Filmművészeti Főiskolán Iglódi István osztályában. 1993-1997 között a Vígszínház társulatának volt a tagja. 1996 óta a Komédium Kör művészeti vezetője. 1997 óta szabadfoglalkozású művész, a Komédiumban, az International Buda Stage-ben és a Thália Színházban szerepel. 1999-2002-ig az International Buda Stage főrendezője.
A Beugró című televíziós műsor állandó szereplője volt, rendszeresen kap szinkronszerepeket és szinkronrendezőként is működik. Hatéves kora óta szavalt, gitározott és zongorázott, a gimnáziumi évei alatt és a színművészetin is zenekarban játszott, de később ez háttérbe szorult. 2009. november 11-én jelent meg második albuma Pesti álom címmel. 2023-tól a Színház- és Filmművészeti Egyetemen osztályvezető tanár. Többször adott elő, játszott filmekben és zenélt külföldön, köztük Angliában, Szlovákiában, Svájcban, Skóciában és Amerikában.
A Nyugat Plusz irodalmi folyóirat szerkesztő bizottságának tagja 2013-as alapítása óta.
A Rádió Dabas és a (megszűnt) TV3 férfihangja.

## Magánélete
1995 és 2004 között a Magyar Színész Futball Válogatott tagja volt. Hobbija az ólomkatonák gyűjtése és diorámák készítése. Felesége Lestár Ágnes szinkronrendező és dramaturg, akinek édesanyja Dallos Szilvia színésznő, édesapja Lestár János filmrendező. Két gyermekük van. 2021-ben elkezdte saját filmjét írni.

## Színházi munkái

### Színházi szerepei
- William Shakespeare: Romeo és Júlia....Benvolio
- Presser Gábor, Horváth Péter (író) és Sztevanovity Dusán: A Padlás....
- Rigby: A domb....Martin
- Menken: Rémségek kicsiny boltja....Orin Scrivello; Ezer arc
- Mozart:  Varázsfuvola (opera)...Monostratos
- Horgas Eszter: Imagine.... Elton John és narrátor
- Miller: Közjáték Vichyben....Rendőrszázados
- Shakespeare összes (Rövidítve) - SÖR....
- Görögök Összes Regéi és Cselekedetei - GÖRCS....
- Shaw: Szent Johanna....Intéző
- Vas-Illés: Trisztán és Izolda....
- Stephen Schwartz: Godspell..."Kérve kérünk Atyánk"
- Griffiths: Komédiások....Gethin Price
- Middleton-Rowley: Átváltozások....Pedro
- Carlo Goldoni: A legyező....Moracchio
- Margoshes: Hírnév....Jose
- Tolsztoj: Háború és béke....Nyikolaj Rosztov gróf
- Hasek: Svejk....III. Szimuláns; Bong színész; III. Szökevény; Dub hadnagy; Tatár katona
- Mészöly–Böszörményi: Kucó....A Fijú
- Keyes: Virágot Algernonnak....Charlie Gordon
- O'Brien: Rocky Horror Show....Frank N'Further
- Kocsák Tibor: Anna Karenina....Háziorvos; Ügyvéd
- Margoshes: Fame....Jose
- Long-Martin-Tichenor: G.Ö.R.CS. 2000 - A Görögök Összes Regéi és Cselekedetei....
- Balázs Gábor: Isteni show....Lucifer
- Kalcheim: Fájront....
- Jones: Kövek a zsebben....Jake Quinn; Aisling; Mickey; Sean; John; Dave; Christian
- William Shakespeare: Hamlet....Hamlet
- William Shakespeare: Tévedések vígjátéka....Szirakúzai Dromio
- Görgey Gábor: Komámasszony, hol a stukker?....K. Müller
- Aznavour: Éljen az élet!....Henry
- Enquist: A nap huszonötödik órája....Fiú
- Leigh: La Mancha lovagja....Sancho
- Becker: Caveman....
- Csehov: Leánykérés....
- Gogol: Leánynéző....
- Szörényi Levente: Árpád népe....
- Johnson: Vakítás....Henry Herry
- Elton John: Aida....Zoser
- Kishon: CS.A.J. (CSakAzértisJáték)....
- Lehár Ferenc Luxemburg Grófja....Bazil herceg
- Miguel de Cervantes: Don Quijote ... Sancho Panza
- Kálloy Molnár Péter és Nagy-Kálózy Eszter: Szerelmes rögtönzések...
- Kálloy Molnár Péter és Pokorny Lia: KarantÉn vagy Te...
- Kálloy Molnár Péter és Farkas Izsák: Kis Éji Zene...
- Stahl Judit Flódni....

### Színházi rendezései

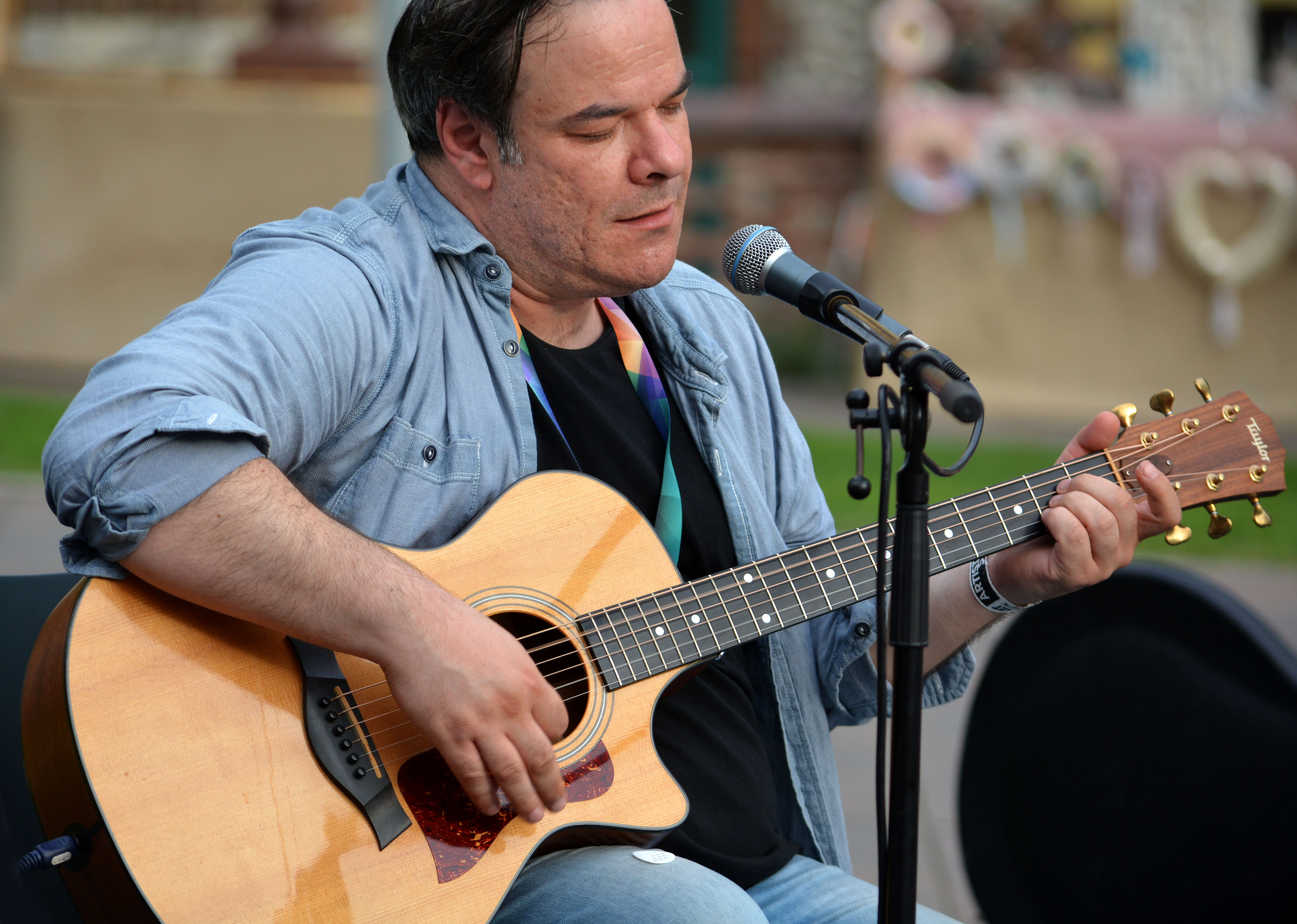
Kálloy Molnár Péter Unplugged koncertje 2016. június 12-én, a POSZT fesztivál sétányán

- William Shakespeare: Shakespeare összes (Rövidítve) – SÖR (1994, 1999)
- Keyes: Virágot Algernonnak (1998)
- O'Brien: Rocky Horror Show (1999, 2005)
- Long-Martin-Tichenor: G.Ö.R.CS. 2000 – A Görögök Összes Regéi és Cselekedetei (2000)
- William Shakespeare: Hamlet (2002)
- Aznavour: Éljen az élet! (2004)
- Csehov: Három nővér (2006)
- William Shakespeare: Rómeó és Júlia (2006)
- Johnson: Vakítás (2007)
- William Shakespeare: Macbeth (2011)
- Siegfried-idill, avagy Egy barátság vége (2017)
- KarantÉn vagy Te (2020)
- A Mindenség Elmélete (2022)
- Szerelmes rögtönzések (2021)
- Kis Éji Zene (2021)
- Florian Zeller: Az Apa (2023)

### Színházi műfordításai
- William Shakespeare: Shakespeare összes (Rövidítve) – SÖR (1994, 1996, 1999)
- O'Brien: Rocky Horror Show (1999, 2007)
- Long-Martin-Tichenor: G.Ö.R.CS. 2000 – A Görögök Összes Regéi és Cselekedetei (2000)
- Jones: Kövek a zsebben (2002)

## Filmjei
| - Ballagó idő (1976) - Most siess Messiás (1994) - Budapesti ostrom (1997) - Üvegtigris (2001) - Dinotópia – Őslények szigete (2002) - Állítsátok meg Terézanyut! (2004) - Naranzs, Minyon és Dartanyan (2005) - Kútfejek (2006) - Üvegtigris 2. (2006) - Immigrants - Jóska menni Amerika (2008) - Papírkutyák (2009) - Budapest (2009) - Szuperbojz (2009) - Zimmer Feri 2. (2010) - Üvegtigris 3. (2010) - Utolsó rapszódia (2011) - S.O.S. Love - Az egymillió dolláros megbízás (2011) - Jézus - Apám nevében (2017) - Game Over Club (2018-ban forgatott, de bemutatásra nem került film) - Jófiúk (2019) - Patthelyzet (2020) -melynek zenéjét is ő szerezte - Mellékhatás (televíziós sorozat) (2020) - Találkozás egy Fiatalemberrel (2020) - Szimpla manus (2022) - Az almafa virága (2023) - 129 (2023) - Legénybúcsú Extra (2023) | - Székács a köbön (1978) - A hókirálynő bálja (1988) - Angyalbőrben (1990-1991) - Uborka (1992-2002) hang - Kutyakomédiák (1992) - Meselánc (1993-1997) - A gyötrelmes gyémánt (1996) - Kisváros (1996–1999) - 7-es csatorna (1999) - Mai mesék: Egy kis szívesség (2000) - Pasik! (2001–2002) - Rendőrsztori (2002) - Szeret, nem szeret (2002–2004) - Tea (2003) - Fekete krónika (2005) - A szibériai nyuszt (2005) - Könyveskép (2005) - Árpád népe (2006) - Régimódi történet (2006) - Szuromberek királyfi (2007) - Beugró (2007–2017) - Illemberke (2008) - Presszó (2008) - Született lúzer (2009) - Tűzvonalban (2009) - Casino (2011) - Suszter, szabó, baka, kém (2011) - Mindenből egy van (2012–2016) - Hacktion: Újratöltve (2012) - Marslakók (2012) - Szájhősök (2012) - Kossuthkifli (2015) - Egynyári kaland (2015) - Jézus-Apám nevében (2017) - Mellékhatás (2020) - Oltári történetek (2021) - Keresztanyu (2021) - Pepe (2022–2023) - Tündérkert – Kísértések kora (2023) - Valami Amerika (2023) - A Sakál napja (2024) |

## Szinkronszerepei
- 54: Steve Rubell - Mike Myers
- Mulán: Mushu - Eddie Murphy
- A férfi a méh ellen : Trevor - Rowan Atkinson
- A galaxis őrzői: Mordály - Bradley Cooper
- Angry Birds – A film: Leonard - Bill Hader
- Konspirációs korporáció: Buzz Aldrin - Roger Craig Smith
- Jumanji: Shelly Oberon professzor - Jack Black
- Jumanji: Shelly Oberon professzor - Jack Black
- Stréber: Spot Helperman - Nathan Lane
- A Ravasz, az Agy és két füstölgő puskacső: Tom - Jason Flemyng
- A szállító: Wall Street - Matt Schulze
- A tégla: Dignam - Mark Wahlberg
- Az elnök különgépe: Jegor Korzsunov - Gary Oldman
- Az utolsó gyémántrablás: Henri Mooré - Don Cheadle
- Agyő nagy ő!: Eddie Cantrow - Ben Stiller
- Fekete Vipera: Feketevipera - Rowan Atkinson
- Bad Boys 2. – Már megint a rosszfiúk: Marcus Burnett - Martin Lawrence
- Balek suli: Lonnie - Ben Stiller
- Blues brothers Elwood Blues Dan Aykroyd
- Csúcsformában: James Carter - Chris Tucker
- Csúcsformában 2.: James Carter - Chris Tucker
- Derült égből Polly: Reuben Feffer - Ben Stiller
- Démoni csapda: Clyde Pel - Robert Downey Jr.
- Éjszaka a múzeumban: Larry Daley - Ben Stiller
- Éjszaka a múzeumban – A fáraó titka: Larry Daley - Ben Stiller
- Éjszaka a múzeumban 2.: Larry Daley - Ben Stiller
- Erőnek erejével: Lewis Dinkum - Johnny Knoxville
- Férfibecsület: Carl Brasher - Cuba Gooding Jr.
- Irigy kutya: Nick Vanderpark - Jack Black
- Johnny English: Johnny English - Rowan Atkinson
- Johnny English újratöltve: Johnny English - Rowan Atkinson
- Kerülőutak: Miles - Paul Giamatti
- Mátrix – Újratöltve: Link - Harold Perrineau
- Mátrix – Forradalmak: Link - Harold Perrineau
- Mr. Bean nyaral: Mr. Bean - Rowan Atkinson
- Milliókért a pokolba: Hanson - Christian Slater
- Nyekk, a macska: Nyekk
- Sharon naplója: Connor
- Nagyfiúk: Kurt McKenzie - Chris Rock
- Nagyfiúk 2.: Kurt McKenzie - Chris Rock
- Narancsvidék: Shaun Brumber - Colin Hanks
- Penge: Deacon Frost - Stephen Dorff
- Rómeó + Júlia: Tybalt - John Leguizamo
- Tolvajtempó: Kip Raines - Giovanni Ribisi
- Túl mindenen: Demetrius Hicks - Larenz Tate
- Underworld: Lucian - Michael Sheen
- Deadpool: Toborzó - Jed Rees
- Stuart Little, kisegér 3.: Reeko - Wayne Brady
- Penge: Deacon Frost - Stephen Dorff
- Con Air – A fegyencjárat: Cyrus - John Malkovich
- Gagyi mami: Malcolm Turner / Nagymami - Martin Lawrence
- Gagyi mami 2.: Malcolm Turner / Nagymami - Martin Lawrence
- Gagyi mami 3. – Mint két tojás: Malcolm Turner / Nagymami - Martin Lawrence
- Volt: T-rex - Mark Walton
- A Mandalóri: Bombardier százados - Christopher Lloyd
- A Proud család: Kamaszok és panaszok: Bobby Proud - Cedric the Entertainer
- Megfojtott virágok: John Burger - Pat Healy
- Wonka: Julius atya - Rowan Atkinson
- Borderlands: Claptrap - Jack Black
- A vadnyugat születése: James Wolsey -  Joe Tippett
- Volt egyszer egy stúdió: T-Rex - Mark Walton (archív felvétel)
- Egy Minecraft film Steve - Jack Black

## Lemezei
- Rocky Horror Show (1994)
- A legújabb Villon (1996)
- A miniszter félrelép (1997)
- Fame (2000)
- Isteni show (2001)
- A nő után (2008)
- Pesti álom (2009)
- A gyermek énbennem (2012)
- The Child Within (2012)
- Lámpaláz (2023)

## Könyvei
- Keselyűdal; Seneca, Bp., 1995 (Thesaurus)
- Staccato (1997)
- Last Minute (1998)
- Ígéreted magházában (1999)
- S. Ö. R. Kálloy Összes Rövidítve (1999)
- Kövek a zsebben (2002)
- Ablak az égre; fotó Lóránt Attila, szöveg Kálloy Molnár Péter; The Explorer Books, Bp., 2008

## CD-k és hangoskönyvek
- Békés Pál: A kétbalkezes varázsló
- Roald Dahl: Jámbor örömök
- Giovannino Guareschi: Don Camillo kisvilága
- Lóránt Attila: Ablak az égen
- LilLUMi
- Bohumil Hrabal: Szigorúan ellenőrzött vonatok

## Díjai
- Sou-venir-díj (1996)
- Don Quijote-díj (2000)
- Pepita-díj (2010)
- Televíziós Újságírók Díja – A legjobb férfi mellékszereplő (2024)[9]